# Clemens M. Strugalla

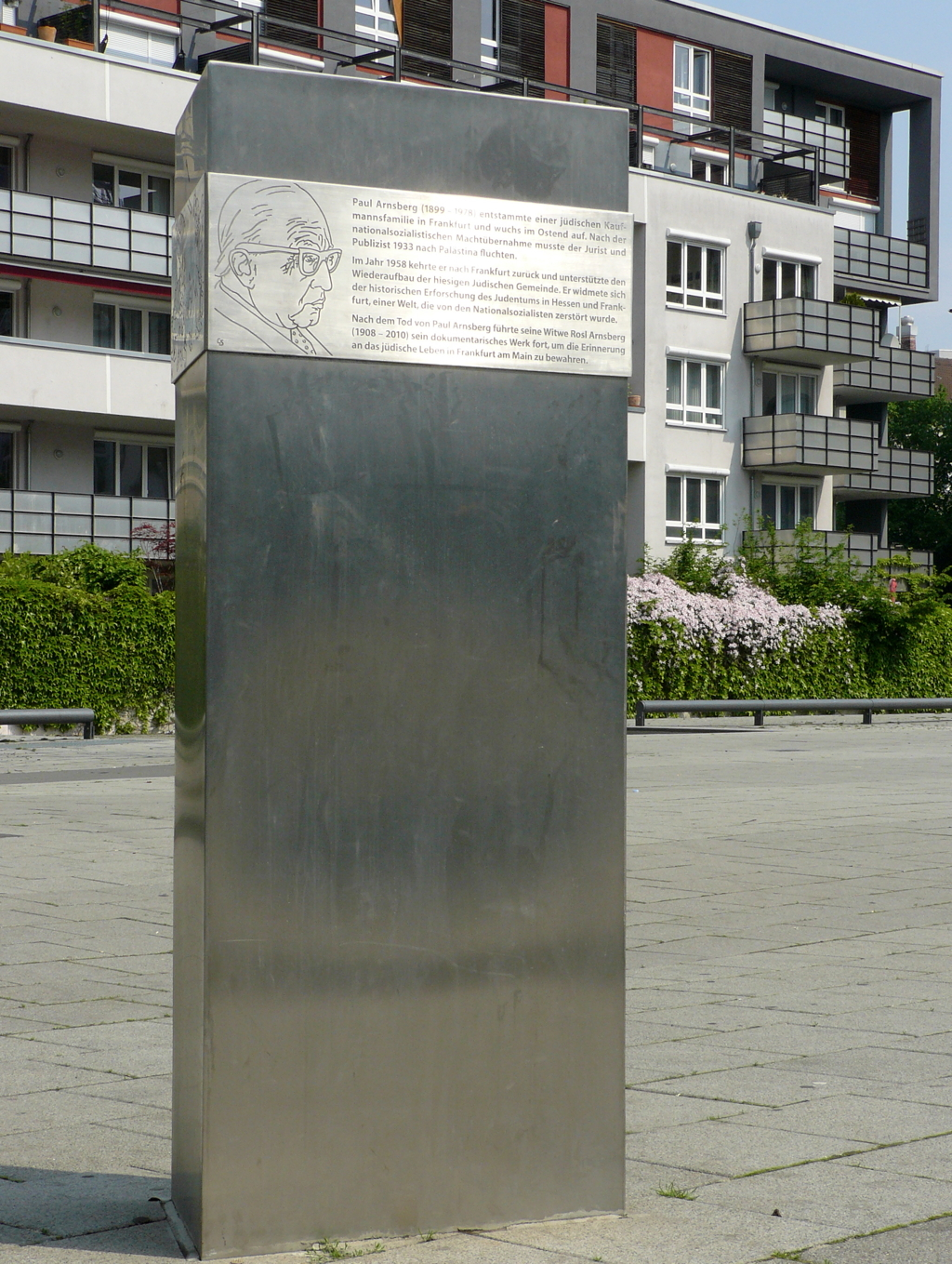
Paul-Arnsberg-Denkmal, Frankfurt am Main

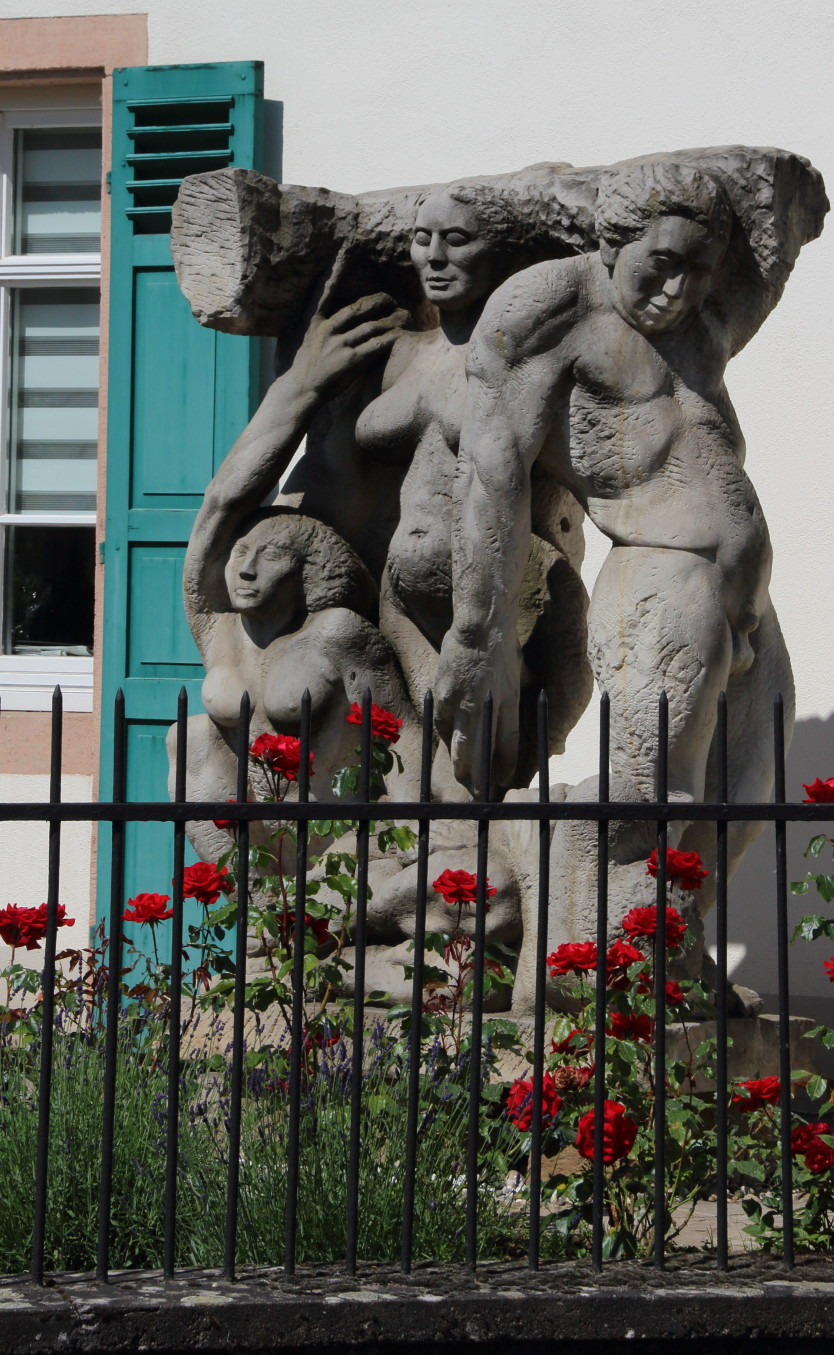
"Die vier Jahreszeiten - Dionysos", Johannisberg im Rheingau

Clemens Maximilian Strugalla (* Mai 1950 in Auerbach, Vogtland) ist ein deutscher Bildhauer.

## Leben
Clemens M. Strugalla studierte 1970–1971 und 1973–1977 an der Hochschule für Bildende Künste Braunschweig Kunst- und Werkpädagogik. 1977 wurde Strugalla Mitglied im Bundesverband Bildender Künstlerinnen und Künstler (BBK). Von 1977 bis 1979 war er am Lehrstuhl für Elementares Formen im Fachbereich Architektur der Technischen Universität Braunschweig unter Jürgen Weber als Wissenschaftlicher Angestellter/Assistent tätig.
Eine erste Werkstatt hatte Strugalla von 1980 bis 1998 in Frankfurt-Griesheim, eine weitere befindet sich seit 1988 in der ehemaligen Schiefergrube Kreuzberg bei Weisel. 1989 erfolgte seine Teilnahme am 9. Internationalen Bildhauersymposium in Hoyerswerda. In der Zeit von 1990 bis 1993 war Strugalla Vorstandsmitglied des hessischen Landesverbandes des BBK. 2003 wurde er Vorsitzender der Frankfurter Künstlergesellschaft e. V. und erhielt einen Studienpreis der Heussenstamm-Stiftung. 2005 wurde der Künstler mit dem Cläre-Roeder-Münch-Preis der Stadt Hanau ausgezeichnet und nahm am Bildhauersymposion Künstler gegen Gewalt in Koblenz-Ehrenbreitstein teil.

## Werke (Auswahl)
- 1989: Minotaurus-Gruppe, Hoyerswerda
- 1991: Foyer-Gestaltung des Gewerkschaftshauses Saarbrücken
- 1992: Relieftafel „Johanna Kirchner“ für die Paulskirche, Frankfurt am Main
- 1996: Figurengruppe für den Neubau der Deutschen Bibliothek in Frankfurt am Main in Zusammenarbeit mit Tobias Rehberger
- 1997/1998: Sandsteinkomposition „Die vier Jahreszeiten - Dionysos“ für das Rheingauer Weingut „Johannishof“, Johannisberg (Rheingau)
- 2002: Relieftafel „Walter Kolb“ für die Paulskirche, Frankfurt am Main
- 2003: Reliefzyklus „Bornicher Bilderbogen - Bornicher Elemente“ für das Sport- und Gemeindezentrum Bornich / Loreley (Mittelrhein)
- 2005: Öffentliches Arbeiten im Skulpturenpark Mörfelden
- 2005: Gedenktafel am Schauspielhaus Frankfurt am Main
- 2005: Gedenkstele für die von den Nazis ermordeten Zeugen Jehovas, Frankfurt am Main
- 2007: Öffentliches Arbeiten in Bad Vilbel - Massenheim
- 2011: Paul-Arnsberg-Denkmal, Frankfurt am Main

## Ausstellungen (Auswahl)
- 1983: Galerie im Bunker, Frankfurt am Main
- 1986: Arbeit für den Stand der Bundesrepublik Deutschland auf der Expo 86 in Vancouver/Kanada
- 1986: Deutsche evangelisch-reformierte Gemeinde, Frankfurt am Main
- 1987: Galerie im Zwinger (mit Hartlib Rex), St. Wendel
- 1988: Neue Münchner Galerie (mit Willi Sitte), München
- 1989: AWO-Bildungsstätte „Johanna Kirchner“, Marktbreit
- 1991: Arbeitskammer-Bildungszentrum, Kirkel
- 1994: Ladengalerie Büchergilde Gutenberg, Frankfurt am Main
- 1995/1998: Weingut Johannishof H.H. Eser, Johannisberg (Rheingau)
- 1996: Nebbiensches Gartenhaus, Frankfurt am Main
- 1999: Freunde Frankfurts e.V., Haus Schellgasse, Frankfurt am Main
- 2001/2002: Bürgerhospital, 3 Bildhauer „Stein, Bronze, Holz“, Frankfurt am Main
- 2002: Historisches Museum Frankfurt, „Walter Kolb“, Frankfurt am Main
- 2004: Petrihaus (mit Siegbert Jatzko), Frankfurt am Main.
- 2004: Galeria Wzgórze Zamkowe (mit Laura von Ledebur), Lubin (Polen)
- 2005: Schloss Philippsruhe, Hanau.
- 2005: Festung Ehrenbreitstein (mit Lohrengel, Schade, Voigtländer), Koblenz
- 2006: Galerie der Heussenstamm-Stiftung, Frankfurt am Main
- 2008: Robert-Struppmann-Museum, Lorch (Rhg.).
- 2008: Kreishaus Insel Silberau (mit Laura von Ledebur), Bad Ems